# Nettuno Baseball Club
El Nettuno Baseball Club es un equipo profesional de béisbol italiano, con sede en el estadio "Steno Borghese" de la ciudad de Nettuno, en la provincia de Roma y que participa en la temporada regular de la Italian Baseball League. Fundado en 1945 por Alberto Fasano, es el club históricamente más ganador de la Liga italiana, con 17 títulos de liga (Scudetti). Se encuentra actualmente patrocinado por la firma Caffè Danesi.

## Palmarés

### Scudetti (Títulos de Liga)
17 Títulos:
| Año  | Patrocinante |
| 1951 | -            |
| 1952 | -            |
| 1953 | -            |
| 1954 | -            |
| 1956 | Chlorodont   |
| 1957 | Chlorodont   |
| 1958 | Algida       |
| 1963 | Simmenthal   |
| 1964 | Simmenthal   |
| 1965 | Simmenthal   |
| 1971 | Glen Grant   |
| 1973 | Glen Grant   |
| 1990 | SCAC         |
| 1993 | C.F.C.       |
| 1996 | Caffè Danesi |
| 1998 | Caffè Danesi |
| 2001 | Caffè Danesi |

### Copa Italia
4 Títulos:
| Año  | Patrocinante |
| 1970 | Glen Grant   |
| 1995 | Caffè Danesi |
| 1998 | Caffè Danesi |
| 2011 | Caffè Danesi |

### Copa Europea de Béisbol
6 Títulos:
| Año  | Patrocinante |
| 1965 | Simmenthal   |
| 1972 | Glen Grant   |
| 1991 | SCAC         |
| 1997 | Caffè Danesi |
| 2008 | Caffè Danesi |
| 2009 | Caffè Danesi |

### Copa de la CEB
3 Títulos:
| Año  | Patrocinante |
| 1993 | C.F.C.       |
| 1995 | Caffè Danesi |
| 2000 | Caffè Danesi |

## Roster Temporada 2011

### Receptores
| 49 | Carlos Maldonado |
| 21 | Kelly Ramos      |
| 31 | Vinicio Sparagna |
| 2  | Mario Trinci     |

91   Andrew Napoli

### Lanzadores
| 26 | Esteban José Cruz  |
| 45 | José Escalona      |
| 42 | Marcy A.Quiel      |
| 46 | Remigio Leal       |
| 12 | Massimiliano Masin |
| 34 | Matteo Modica      |
| 8  | Carlos Pezzullo    |
| 39 | Matteo Pizziconi   |
| 36 | Carlos Richetti    |
| 41 | Valerio Simone     |
| 35 | Kristopher Wilson  |

### Infielders
| 4  | Mirco Caradonna   |
| 25 | Renato Imperiali  |
| 70 | Mattia Mercuri    |
| 27 | Giuseppe Mazzanti |
| 28 | Olmo Rosario      |

### Outfielders
| 51 | Paolino Ambrosino |
| 29 | Juan Camilo       |
| 5  | Ennio Retrosi     |
| 32 | Enzo Sanna        |